# Solferino (cacciatorpediniere)
Il Solferino è stato un cacciatorpediniere (e successivamente una torpediniera) della Regia Marina. Dopo la cattura da parte tedesca ha servito nella Kriegsmarine come TA 18.

## Storia

### Gli anni venti e trenta
Costruito tra l'aprile 1917 e l'ottobre 1921, il Solferino apparteneva alla classe Palestro. Tra il 1921 e l'aprile 1922 il cacciatorpediniere fu impegnato nell'iniziale periodo di attività addestrativa.
Nell'aprile 1922 la nave venne aggregata alla Divisione del Levante, con base a Costantinopoli, dove stazionò per un anno, con area operativa lungo le coste turche dell'Egeo e nel Dodecaneso.
Nel 1924 il Solferino fu impiegato in Mar Tirreno, avendo occasione di scortare per due volte la nave reale Savoia. Nel 1927 l'unità fu dislocata in Sud Italia. Nel 1929 il cacciatorpediniere, insieme ai gemelli Palestro, Confienza e San Martino, costituiva la VII Squadriglia Cacciatorpediniere, che, insieme alla VIII Squadriglia (composta dalle unità della classe Curtatone) ed all'esploratore Augusto Riboty, formava la 4ª Flottiglia Cacciatorpediniere, appartenente alla II Divisione Siluranti, facente parte della 2ª Squadra Navale avente base a Taranto.
Tra il 1927 ed il 1937 la nave effettuò numerose crociere nel bacino orientale del Mediterraneo, poi il suo impiego divenne meno frequente.
Nel 1938 (per altre fonti nel 1930) il cacciatorpediniere fu sottoposto a lavori di modifica che videro l'innalzamento del fumaiolo prodiero, dato che il fumo, altrimenti, avrebbe ostacolato la punteria e la direzione del tiro. Nel corso dello stesso anno la nave, ormai anziana, fu declassata a torpediniera.
Poco prima dello scoppio del secondo conflitto mondiale si progettò di potenziare l'armamento contraereo delle quattro unità della classe Palestro, sostituendo uno dei pezzi da 102 mm ed entrambi i cannoni da 76 mm con quattro mitragliere da 20 mm, ma tale proposito non fu mai messo in atto.

### La seconda guerra mondiale

#### 1940
All'ingresso dell'Italia nella seconda guerra mondiale, il 10 giugno 1940, la Solferino apparteneva alla XV Squadriglia Torpediniere (Palestro, Confienza, San Martino) con base a Venezia. Durante il conflitto la torpediniera operò principalmente in Adriatico ed in Egeo, effettuando soprattutto missioni di scorta convogli ma anche di posa di mine alla deriva.
Il 20 agosto 1940, infatti, con la costituzione del Comando Superiore Traffico Albania (Maritrafalba), divenuto attivo dal 5 settembre successivo, la Solferino venne dislocata a Brindisi ed assegnata, con altre unità (due anziani cacciatorpediniere, altre nove torpediniere, tre incrociatori ausiliari e la XIII Squadriglia MAS), a tale Comando, per il servizio di scorta convogli da e per l'Albania.
La torpediniera iniziò il proprio servizio per conto di Maritrafalba il 6 settembre 1940, quando scortò da Bari a Durazzo, insieme al vecchio cacciatorpediniere Carlo Mirabello ed all'incrociatore ausiliario RAMB III, le motonavi Catalani e Viminale, con a bordo 2186 militari e 57 tonnellate di automezzi ed altri materiali. L'indomani la Solferino ed il Mirabello scortarono il piroscafo Italia e la motonave Rossini, vuoti, di ritorno da Durazzo a Bari.
L'8 settembre Solferino, Mirabello e l'incrociatore ausiliario Barletta scortarono da Bari a Durazzo i piroscafi Galilea e Quirinale, carichi di 2364 uomini e 145 tonnellate di rifornimenti. Due giorni più tardi la Solferino, insieme alla capoclasse Palestro, rientrò in Italia scortando da Durazzo a Bari il Galilea, il Quirinale ed un terzo piroscafo, l'Oreste, che rientravano vuoti.
Tornata in Albania, la Solferino scortò poi, il 21 settembre, i piroscafi Nautilus, Procione e Polcevera che rientravano vuoti da Valona a Bari. Quattro giorni dopo la torpediniera lasciò Bari alla volta di Durazzo, scortando, insieme al Barletta ed alla torpediniera Monzambano, il Galilea ed il Quirinale, aventi a bordo 2195 militari della Divisione «Piemonte» e 148 tonnellate di rifornimenti. L'indomani, il 26, la Solferino e la Monzambano scortarono i due piroscafi che tornavano vuoti da Durazzo a Bari.
Il 28 settembre Solferino, Monzambano e Barletta scortarono da Bari a Durazzo Catalani e Viminale, aventi a bordo 2140 uomini e 109 tonnellate di materiali, ed il giorno seguente la sola Solferino fu di scorta alle due motonavi che tornavano vuote in Italia, sulla medesima rotta.
Il 1º ottobre 1940 la torpediniera, unitamente al Barletta e ad un'altra torpediniera, la Partenope, scortò le motonavi Rossini e Viminale ed il piroscafo Italia, con 2200 uomini di truppa e 90 tonnellate di materiali, da Bari a Durazzo, via Brindisi. Il giorno successivo Solferino e Partenope scortarono i tre trasporti sulla rotta di ritorno da Durazzo a Bari.
Il 12 ottobre 1940 Maritrafalba venne sciolto, ma già il 21 ottobre tale comando venne ricostituito, e di nuovo la Solferino venne posta alle sue dipendenze (unitamente ai due anziani cacciatorpediniere, altre nove torpediniere, quattro incrociatori ausiliari e la XIII Squadriglia MAS) per la scorta dei convogli e la caccia antisommergibile.
La torpediniera lasciò Bari alle cinque di pomeriggio del 28 ottobre, scortando, insieme all'anziana torpediniera Generale Marcello Prestinari ed al piccolo incrociatore ausiliario Lago Zuai, i piroscafi Argentina, Firenze e Premuda, aventi a bordo 1871 militari, 150 quadrupedi, 27 autoveicoli e 184 tonnellate di rifornimenti: il convoglio giunse a Valona alle 6.30 del 29 ottobre. Tornata in Italia, la Solferino ripartì da Brindisi alle 23.30 del 31 ottobre, insieme agli incrociatori ausiliari Capitano A. Cecchi e RAMB III, scortando la motonave Città di Marsala ed i piroscafi Campidoglio e Principessa Giovanna, sui quali erano imbarcati 2873 militari. Le navi arrivarono a Durazzo alle sei del mattino del 1º novembre, dopo di che la Solferino tornò in Italia.
La torpediniera salpò da Bari a mezzanotte e mezza del 2 novembre, insieme al RAMB III, scortando le motonavi Verdi e Puccini ed il piroscafo Caron, che trasportavano 1500 uomini e 62 tonnellate di materiali. Il convoglio giunse a Durazzo alle 16.10 dello stesso giorno. La Solferino lasciò Durazzo alle 12.30 del 5 novembre, scortando il piroscafo Antonio Locatelli a Valona, dove arrivò alle undici di quella sera. Due giorni dopo la nave ripartì da Valona all'una di notte del 7, scortando a Brindisi, dove giunse alle 8.40, la motonave Piero Foscari, carica di merci di vario tipo.
All'una dell'8 novembre la Solferino lasciò Brindisi alla volta di Valona, unitamente al RAMB III, per scortarvi la Viminale, avente a bordo 957 uomini, 29 automezzi, 241 motocicli e 188 tonnellate di rifornimenti: le navi giunsero a destinazione alle due del pomeriggio di quel giorno. La torpediniera ripartì da Valona alle due di notte del 9 novembre, insieme al Lago Zuai, scortando a Brindisi, dove giunsero alle 12.35, quattro mercantili vuoti, ossia la motonave Marin Sanudo ed i piroscafi Milano, Aventino e Galilea.

Un'altra immagine della Solferino prima dell'allungamento del fumaiolo prodiero

Il 10 novembre, alle quattro del mattino, la Solferino partì da Bari alla volta di Brindisi, per scortare, insieme all'incrociatore ausiliario Egeo, i piroscafi Sardegna, Titania e Tagliamento: il convoglio faceva parte di un gruppo di due, che trasportavano complessivamente 1178 militari, 6 veicoli, 1145 quadrupedi e 229 tonnellate di materiali. Arrivate a Brindisi alle sette del mattino, la Solferino e l'Egeo ne ripartirono l'indomani alle 7.15 insieme ad un'altra torpediniera, la Nicola Fabrizi, per scortare a Valona, dove giunsero alle 17.45, il Sardegna e la motonave Città di Savona.
Nella notte tra l'11 ed il 12 novembre 1940 la nave salpò da Valona e soccorse, insieme alla torpediniera Curtatone, 140 naufraghi appartenenti agli equipaggi di un convoglio (piroscafi Antonio Locatelli, Premuda e Capo Vado, motonave Catalani) distrutto da una formazione di incrociatori inglesi nel canale d'Otranto. La Solferino lasciò poi Valona alle cinque del mattino del 14 novembre, scortando a Brindisi, dove giunse alle 15.30, i piroscafi Carmelo e Giuseppe Magliulo, impegnati in traffico civile.
Tornata in Albania, la torpediniera ripartì da Valona alle 11.30 del 27 novembre, scortando a Brindisi, dove arrivò alle 17.10, il piroscafo Rialto, anch'esso utilizzato per il servizio civile. Il 30 novembre, alle sette di sera, la Solferino e l'incrociatore ausiliario Francesco Morosini salparono da Bari alla volta di Durazzo, di scorta alle motonavi Verdi e Puccini ed al piroscafo Galilea, carichi di 2767 militari, 48 quadrupedi e 179 tonnellate di rifornimenti.
All'una di notte del 5 dicembre 1940 la Solferino partì da Brindisi scortando la motonave Città di Trapani ed i piroscafi Diana e Brunner, con un carico di 447 uomini, 420 quadrupedi, 56 tonnellate di munizioni ed altri materiali e 455 tonnellate di foraggio. Le navi giunsero a Valona alle dieci del mattino. Tornata a Bari, la torpediniera ne ripartì alle 20.40 del 6 dicembre di scorta ai piroscafi Nita e Casaregis, aventi a bordo 43 uomini, 279 automezzi e 1620 tonnellate di rifornimenti, giungendo a Durazzo alle 11.20 del giorno seguente. La nave lasciò Durazzo alle 00.45 del 9 dicembre, insieme all'incrociatore ausiliario Arborea, scortando i piroscafi Monstella ed Aventino e la motonave Marin Sanudo, che tornavano vuoti a Bari, dove giunsero alle 17.20.
La Solferino salpò nuovamente da Brindisi alle 6.30 del 14 dicembre, di scorta ai piroscafi Absirtea e Sant'Agata ed alla motonave Città di Savona, che, con un carico di 742 uomini, 1145 quadrupedi, 178,5 tonnellate di viveri, foraggio, vestiario ed altri rifornimenti, giunsero a Valona alle 14.50 di quello stesso giorno.
Tornata in Italia, la torpediniera lasciò Brindisi alle 8.40 del 20 dicembre insieme all'incrociatore ausiliario Brindisi, per scortare a Valona, dove arrivarono alle quattro del pomeriggio, il grosso piroscafo Piemonte, con a bordo 3561 uomini, undici quadrupedi e 369 tonnellate di pezzi d'artiglieria, munizioni, provviste ed altri materiali.
All'alba del 25 dicembre la nave lasciò il porto albanese su ordine di Marina Valona, per cercare eventuali ulteriori superstiti del piroscafo Firenze, silurato il giorno precedente durante la navigazione da Bari a Valona in posizione 40°34' N e 19°02' E (tutti i sopravvissuti, 903 dei 996 uomini a bordo, erano stati salvati dall'incrociatore ausiliario Barletta), ed il relitto galleggiante del piroscafo stesso, che, nell'impossibilità di rimorchiarlo, era stato abbandonato alla deriva: la ricerca risultò però del tutto infruttuosa.
La Solferino partì da Bari alle nove di sera del 28 dicembre, insieme al Barletta, per scortare a Durazzo i piroscafi Quirinale ed Aventino e la motonave Donizetti, con un carico di 2538 uomini, 84 quadripedi e 626 tonnellate di rifornimenti. Il convoglio giunse a destinazione alle 10.30 del giorno seguente, ma la Solferino dovette lasciare il convoglio e rientrare a Bari a causa delle condizioni del mare. La nave lasciò Bari a mezzanotte del 29, unitamente all'incrociatore ausiliario Brioni, per scortare a Durazzo il piroscafo Milano e la motonave Verdi, aventi a bordo 1710 militari, 118 quadrupedi e 400 tonnellate di rifornimenti: il convoglio giunse a destinazione alle 13.25 del 30.
La Solferino fu l'unità di Maritrafalba che effettuò l'ultima missione di scorta dell'anno 1940: alle quattro del pomeriggio del 31 dicembre, infatti, la torpediniera lasciò Durazzo di scorta ai piroscafi Milano e Sant'Agata ed alla motonave Verdi, arrivando a Bari alle 9.30 del 1º gennaio 1941.

#### 1941
Il 24 gennaio 1941, alle 5.50, la Solferino partì da Brindisi alla volta di Durazzo, per scortarvi i piroscafi Merano, un postale, e Titania, con a bordo 224 militari, 609 quadrupedi e 56 tonnellate di foraggio ed altri rifornimenti: il convoglio giunse in porto alle 15.15 del giorno stesso. La torpediniera ripartì da Durazzo alle sette del mattino del giorno seguente, scortando a Bari, dove giunsero alle 2.50, i piroscafi Silvano e Miseno e la piccola nave cisterna Abruzzi, vuoti.
L'indomani, alle 17 del 26 gennaio, la nave lasciò Bari insieme all'incrociatore ausiliario Brindisi, di scorta ai piroscafi Iseo (impegnato in traffico civile), Laura C., Carnia e Rosandra, aventi a bordo 26 militari, 276 automezzi e 177 tonnellate di carne congelata. Il convoglio giunse a Durazzo alle 9.15 del giorno seguente. Lo stesso 27 gennaio la Solferino scortò i piroscafi Brunner, Zena e Monstella di rientro, vuoti, a Brindisi. Spostatasi a Bari, la torpediniera ripartì dalle 18.30 del 30 gennaio di scorta ai piroscafi Zena, Miseno e Perla, con un carico di 67 uomini, 496 quadrupedi, 574 tonnellate di foraggio e 135 di altri rifornimenti: il convoglio arrivò a Durazzo alle 10.15 del 31 gennaio.
Alle 18.30 del 2 febbraio 1941 la Solferino ripartì da Durazzo di scorta alle motonavi Città di Agrigento e Città di Trapani ed al piroscafo Monrosa, di ritorno vuoti a Brindisi, dove giunsero alle 8.30 del giorno seguente. Alle undici di sera del 4 febbraio la torpediniera lasciò Bari unitamente al Brioni, scortando le motonavi Città di Savona, Città di Trapani, Donizetti e Rossini, che trasportavano il primo scaglione della Divisione Fanteria «Forlì», ossia 3200 uomini e 529 tonnellate di materiali. Il convoglio giunse a Durazzo a mezzogiorno del 5. La torpediniera ripartì da Durazzo alle 16.30 del 6 febbraio, di scorta alle motonavi Donizetti, Rossini e Puccini, che rientravano vuote a Bari, dove giunse alle 4.30 del 7.
Alle tre di notte dell'8 febbraio la Solferino lasciò Bari insieme al Barletta, scortando l'Italia, il Titania e lo Zena, aventi un carico di 1371 uomini, 1139 quadrupedi e 224 tonnellate di rifornimenti, che giunsero a Durazzo alle 17.30. La nave ripartì da Durazzo alle 3.30 dell'11 febbraio, scortando il Titania, lo Zena ed un terzo piroscafo anch'esso vuoto, il Caterina, a Bari, giungendovi alle cinque del pomeriggio del giorno stesso. Già alle 23.45 dello stesso 11 febbraio la torpediniera prese nuovamente il mare, da Bari, insieme al Brioni, per scortare a Durazzo i piroscafi Casaregis e Carnia, aventi a bordo 271 autoveicoli, Padenna, carico di carburante, e Rosandra, avente a bordo 1600 operai. Le navi giunsero a destinazione alle due del pomeriggio del 12 febbraio.
La Solferino ripartì da Durazzo a mezzanotte e trenta del 15, scortando a Bari i piroscafi Contarini, Tagliamento e Laura C., che arrivarono a Bari alle 23.15 di quello stesso giorno. La torpediniera lasciò Bari alle due di notte del 17, insieme al Capitano Cecchi, scortando a Durazzo, dove arrivarono alle 16.20 di quello stesso giorno, i piroscafi Milano ed Aventino e le motonavi Verdi e Città di Alessandria, aventi a bordo 3578 militari e 383 tonnellate di rifornimenti. La Solferino ripartì da Durazzo alle sei di sera del giorno seguente, scortando il piroscafo Aventino e le motonavi Verdi e Città di Alessandria, vuote, ed arrivando a Bari alle 7.10.
All'1.15 del 6 marzo la torpediniera lasciò Brindisi di scorta ai piroscafi Carnia, Sagitta e Monrosa, carichi di 113 automezzi e 1072 quadrupedi, giungendo a Durazzo alle 14.15. Alle 18 del giorno stesso l'unità ripartì da Durazzo scortando la motonave Città di Agrigento ed i piroscafi Laura, Pontinia e Pescara, vuoti, con i quali giunse a Bari alle 10.30 del 7 marzo.
Alle otto di sera dell'8 marzo al Solferino ripartì da Bari per scortare a Durazzo i piroscafi Giacomo C., Zenobia Martini ed Irma Calzi: i tre mercantili, aventi un carico di 1562 tonnellate di foraggio, 1000 tonnellate di combustibili e 724 tonnellate di carburanti, arrivarono nel porto albanese alle 16.30 del 9 novembre. La torpediniera ripartì da Durazzo alle 3.30 del 10 marzo, di scorta alla motonave Città di Bastia, che trasportava 272 feriti, ed al piroscafo Vesta, vuoto, con i quali arrivò a Bari alle 18.30.
Il 12 marzo la Solferino ed il Capitano Cecchi scortarono da Bari a Durazzo le motonavi Barbarigo, Città di Bastia e Città di Tripoli ed il piroscafo Titania, aventi a bordo 1395 uomini, 644 quadrupedi, 123 veicoli e 943 tonnellate di rifornimenti. Alle 5.30 del giorno seguente la nave lasciò Durazzo per Bari, dove arrivò alle 19.30, scortando Città di Bastia, Città di Tripoli (le due motonavi avevano imbarcato 497 feriti) ed i piroscafi vuoti Bolsena e Maria.
Alle dieci di sera del 16 marzo la torpediniera partì da Bari per scortare a Durazzo i piroscafi Carmela, Rinucci, Giglio e Bucintoro, aventi a bordo 350 tonnellate di foraggio e 2362 di altri rifornimenti: il convoglio giunse a destinazione alle quattro del pomeriggio successivo. L'unità lasciò Durazzo alle dieci del 18 marzo, scortando a Bari la motonave Città di Trapani, con a bordo 199 feriti leggeri, il piroscafo postale Campidoglio ed i piroscafi vuoti Zena ed Absirtea. Le navi giunsero in porto alle otto del mattino successivo.
Alle 15.15 del 20 marzo la Solferino partì da Brindisi di scorta al piroscafo Pontinia, con un carico di 650 tonnellate di benzina, arrivando a Durazzo alle 18.30. Il giorno stesso la nave lasciò Durazzo alla volta di Bari, dove arrivò alle cinque del mattino del 21, scortando i piroscafi vuoti Giacomo C., Zenobia Martini e Tergestea.
Alle undici di sera del 22 marzo l'unità salpò da Bari insieme al Capitano Cecchi, scortando le motonavi Città di Bastia, Città di Alessandria e Città di Savona ed il piroscafo Milano, diretti a Durazzo, dove giunsero alle 14.30 dell'indomani, con 3343 militari, 138 quadrupedi e 234 tonnellate di materiali. Alle 13.30 del 23 marzo la Solferino, in arrivo a Durazzo con il convoglio, ricevette l'ordine di andare incontro ad un altro convoglio proveniente da Bari, formato dai piroscafi Annia Capano, Vesta e Monstella, dai quali la nave di scorta, la torpediniera Castelfidardo, si era separata per soccorrere un'altra nave del convoglio, il piroscafo Carnia, silurato da un sommergibile. La torpediniera scortò in sicurezza i tre piroscafi, che giunsero a destinazione alle 16.30. La Solferino ripartì da Durazzo alle 7.30 del 24 marzo, scortando a Bari, dove giunse alle 22.30, le motonavi Città di Bastia (che trasportava 160 feriti lievi), Città di Alessandria e Città di Savona ed il piroscafo Mameli.
Il 25 marzo, alle 20.30, la Solferino lasciò Bari di scorta ai piroscafi Laura C. e Bolsena ed alla motonave Riv, aventi a bordo 61 militari, 233 veicoli, 1780 tonnellate di munizioni e 1494 tonnellate di altri rifornimenti. Il convoglio arrivò a Durazzo alle 10.50 del giorno seguente. L'unità riprese il mare da Durazzo alle sette di sera del 27, scortando a Bari, con arrivo alle 9.40 del 28, quattro mercantili vuoti, Città di Bastia, Riv, Abruzzi e la piccola motonave Carlotta.

La Solferino a Venezia il 29 ottobre 1941.

Alle sei di sera del 29 marzo la torpediniera partì da Bari per scortare a Durazzo, dove giunse alle 8.45 del 30, i piroscafi Casaregis, Polcevera, Bucintoro e Costante C., aventi a bordo 32 militari, 154 automezzi, 2726 tonnellate di munizioni, 380 di foraggio e 760 di altri rifornimenti. Alle 18 del 30 la Solferino ripartì da Durazzo di scorta ai piroscafi Vesta e Contarini ed alle motonavi Rossini e Narenta, arrivando a Bari alle 7.45 del 31.
Aprile 1941 iniziò con un'altra missione di scorta, il 2, da Bari a Durazzo: la Solferino ed il Barletta lasciarono il capoluogo pugliese a mezzanotte, di scorta alle motonavi Città di Tripoli, Città di Savona, Città di Alessandria e Donizetti, aventi a bordo 2744 uomini e 392 tonnellate di rifornimenti. Il convoglio giunse a destinazione alle 13.30, e la torpediniera ripartì da Durazzo alle sette del mattino seguente, scortando a Bari, dove giunse alle otto di sera, la Città di Alessandria, la Città di Savona ed un piroscafo anch'esso vuoto, il Tripoli.
Il 5 aprile, alle nove di sera, la torpediniera partì da Bari di scorta ai piroscafi Istria e Zena, aventi a bordo 110 uomini, 560 quadrupedi, 119 automezzi e 724 tonnellate di rifornimenti, giungendo a Durazzo alle quattro del pomeriggio dell'indomani. L'8 aprile, alle 22.30, la Solferino lasciò di nuovo Bari, scortando il piroscafo Diana e la motonave Riv, con 116 militari, 465 quadrupedi, 159 autoveicoli ed altri rifornimenti; il convoglio giunse a Durazzo alle 17 del 9 aprile. L'unità salpò da Durazzo alle 9.30 del 10 aprile, scortando a Bari, con arrivo all'1.30 dell'11 aprile, il piroscafo Italia, vuoto, e le motonavi Rossini, con a bordo 150 militari che rimpatriavano, e Puccini, avente a bordo 80 detenuti ed altri 48 rimpatrianti.
Alle tre di notte del 12 aprile la Solferino partì da Brindisi per Valona, dove arrivò alle 11.30, scortando le motonavi Filippo Grimani e Stampalia, aventi a bordo cinque autoveicoli, 650 tonnellate di benzina ed altri materiali. Dopo poco più di un'ora dall'arrivo, alle 12.45, la torpediniera ripartì per Brindisi, scortando i piroscafi vuoti Favorita, Avionia ed Iseo, con i quali giunse a destinazione alle 6.30 del 13 aprile.
Alle sette del mattino del 14 aprile la nave, insieme al cacciatorpediniere Mirabello, lasciò Durazzo per scortare a Bari, dove arrivò alle 22, tre mercantili vuoti, Istria, Rossini e Puccini. Un'ora più tardi la Solferino prese nuovamente il mare di scorta al piroscafo postale Campidoglio, al piroscafo da carico Monstella ed alle motonavi Marco Foscarini e Marin Sanudo, dirette a Durazzo con 104 militari, 547 quadrupedi e munizioni. Le navi giunsero nel porto albanese alle 15.30 del giorno seguente. Alle sei del mattino del 16 la torpediniera salpò da Durazzo scortando il Campidoglio, in servizio postale Durazzo-Brindisi, il Tagliamento ed il Sant'Agata, entrambi vuoti. Dopo essersi fermato davanti a Brindisi, dove alle 17.10 la Solferino accompagnò in porto il Campidoglio, il convoglio proseguì per Bari, arrivandovi alle 23.
L'unità partì da Brindisi alle 3.30 del 18 aprile, scortando a Durazzo, dove arrivò alle 16.30, la nave cisterna Abruzzi ed i piroscafi Albachiara, Carmela ed Asteria, aventi un carico di 480 tonnellate di gasolio, 300 di legname e 1051 di altri rifornimenti. Trasferitasi a Valona, la Solferino ne ripartì alle dieci del 21 aprile scortando i piroscafi vuoti Bucintoro, Caterina e Scarpanto, con i quali giunse a Brindisi alle 19.45.
Il 23 aprile, alle 3.30, la torpediniera partì da Brindisi insieme al Barletta, scortando a Valona, dove arrivarono alle dieci, i piroscafi Ivorea, Francesco Crispi e Galilea, carichi di 2365 uomini, 67 quadrupedi, 1288 tonnellate di carne congelata e 205 di altri materiali. La Solferino lasciò Valona alle 13.30 del giorno seguente, scortando il Crispi ed il Galilea che rientravano a Brindisi, dove giunse alle 20.40.
Alle 23.20 del 27 aprile la nave partì da Brindisi per Valona, di scorta ai piroscafi Giacomo C. e Brundisium, aventi un carico di 1500 tonnellate di foraggio e 580 di materiali medici: il convoglio arrivò a Valona alle nove del mattino del 28 aprile. La Solferino riprese il mare alle sette del mattino del 29, scortando il piroscafo vuoto Poseidone a Brindisi, giungendovi alle 14.30. Quello stesso giorno la torpediniera sostituì, a Brindisi, la Monzambano nella scorta ad un convoglio composto dai piroscafi A. Martini, Bottiglieri, Cerere ed Esterina, provenienti da Bari (da dov'erano partiti alle otto di sera) con un carico di foraggio, legname e materiali da costruzione: la Solferino scortò i quattro piroscafi a Durazzo, giungendovi alle 16.45 del 30. Tornata rapidamente a Brindisi, la torpediniera ne ripartì alle 00.25, scortando a Durazzo, con arrivo alle 14, il piroscafo Favorita, con 3540 tonnellate di provviste.
Alle otto del mattino del 1º maggio 1941 la Solferino lasciò Durazzo scortando i piroscafi Istria e Sagitta, che trasportavano 317 automezzi, arrivando a Bari alle 20.30. L'indomani, alle 22, la nave partì da Bari di scorta alla Carlotta ed ai piroscafi Miseno, Sidamo e Scarpanto, carichi di provviste, carburante ed altri rifornimenti, giungendo a Durazzo a mezzogiorno e mezzo del 3. Alle undici di sera del 3 maggio la Solferino ripartì da Durazzo scortando le motonavi Donizetti e Città di Tripoli, aventi a bordo 400 militari italiani rimpatrianti, 700 prigionieri serbi e materiali vari. Le navi arrivarono a Bari alle 11.30 del giorno seguente.
Il 5 maggio, alle 20, la Solferino partì da Bari scortando per scortare a Durazzo, dove giunse alle 9.15 dell'indomani, le motonavi Maria, Donizetti, Città di Marsala e Città di Tripoli, con 400 militari italiani e rifornimenti. Alle tre di notte del 7 la torpediniera lasciò Durazzo insieme all'incrociatore ausiliario Zara, scortando Città di Tripoli, Città di Marsala, Donizetti e Monrosa, che trasportavano a Bari 1910 militari che rimpatriavano e materiali. Il convoglio giunse a Bari alle 17.
L'11 maggio, alle due di notte, la nave lasciò Bari scortando il Quirinale e la Città di Marsala, carichi di truppe e rifornimenti, che giunsero a Durazzo dopo dodici ore di navigazione. L'indomani, alle sei del mattino, la Solferino e la Fabrizi partirono da Durazzo scortando i due stessi mercantili, carichi adesso di 1820 militari rimpatrianti e materiali vari.
Alle 22.15 del 13 maggio la Solferino partì da Bari per Durazzo, dove giunse alle 12.50 del giorno successivo, scortando Città di Alessandria, Città di Trapani ed Istria, aventi a bordo truppe e rifornimenti. La torpediniera ripartì da Durazzo alle dieci del 14 maggio, di scorta al Monrosa, con a bordo 132 militari e 1059 quadrupedi: le due navi arrivarono a Bari alle 4.15 del 15 maggio. Alle cinque del mattino del 15 maggio la Solferino e lo Zara lasciarono Durazzo scortando le motonavi Città di Alessandria e Città di Trapani, con le quali rimpatriavano 1753 militari (a bordo vi era anche un carico di materiali). Il convoglio giunse a Bari alle 18.40.
Il 4 giugno 1941 la torpediniera scortò da Bari a Valona, via Brindisi, le motonavi Città di Alessandria, Donizetti e Rossini ed il piroscafo Italia, che trasportavano truppe e materiali. L'indomani la Solferino e lo Zara scortarono da Valona a Bari Quirinale, Milano e Puccini che rientravano in Italia con 1100 militari rimpatrianti e materiali vari. Due giorni dopo l'unità scortò da Bari a Brindisi e quindi a Durazzo le motonavi Città di Bastia e Città di Marsala ed i piroscafi Milano e Quirinale, aventi a bordo 1700 uomini ed un carico di rifornimenti. Il 9 giugno la nave fu di scorta, insieme al Brindisi, agli stessi quattro mercantili, che rientravano da Durazzo a Bari con 3913 militari e materiali vari.
Due giorni più tardi la Solferino scortò da Bari a Durazzo Città di Tripoli, Rossini, Milano e Quirinale, con truppe e rifornimenti. Il 20 giugno la torpediniera fu di scorta, insieme all'incrociatore ausiliario Brioni, a Città di Marsala, Città di Tripoli e Rosandra, in navigazione da Durazzo a Brindisi con personale del Regio Esercito, 1409 operai che rimpatriavano e materiali vari. Cinque giorni più tardi l'unità scortò da Brindisi a Valona le motonavi Città di Agrigento e Viminale, che trasportavano materiali del Corpo di Commissariato e della Regia Aeronautica.
Il 2 luglio 1941 la nave, insieme allo Zara ed all'anziano cacciatorpediniere Augusto Riboty, scortò da Durazzo a Bari i trasporti truppe Puccini, Città di Marsala, Città di Agrigento, Rosandra e Milano, con i quali rimpatriavano 3250 militari e relativi materiali. Tre giorni più tardi la Solferino e lo Zara scortarono un altro convoglio che rimpatriavan 3600 militari, composto da Rossini, Italia, Quirinale ed Aventino.
In seguito, per diversi mesi, la Solferino non svolse servizio di scorta per Maritrafalba. La torpediniera riprese le proprie missioni di scorta per conto di tale Comando l'11 novembre 1941, quando, unitamente allo Zara, scortò da Bari a Durazzo Italia, Milano e Rosandra con truppe e rifornimenti. Due giorni dopo la Solferino e lo Zara scortarono i piroscafi Italia, Milano e Rosandra, in navigazione con 3380 militari rimpatrianti da Durazzo a Bari.
Il 18 novembre 1941 la nave, insieme all'Arborea, scortò da Bari a Durazo Aventino, Italia, Milano e Rosandra, aventi a bordo 2230 militari e materiali di vario genere destinati alle forze armate. Il 21 novembre Solferino ed Arborea scortarono gli stessi quattro piroscafi sulla rotta di ritorno da Durazzo a Bari, stavolta con 3300 militari rimpatrianti. Il Milano venne scortato sino a Brindisi.
Il 25 novembre Solferino e Brindisi scortarono Italia, Rosandra ed Aventino, aventi a bordo 3406 militari, materiale destinato alla Regia Marina ed alla Regia Aeronautica ed altri rifornimenti, da Bari a Durazzo. Tre giorni dopo la torpediniera scortò i tre stessi piroscafi, carichi di 3500 militari rimpatrianti, sulla rotta di ritorno.

#### 1942
Nel corso del 1942 la Solferino venne sottoposta a lavori di rimodernamento, che comportarono l'eliminazione di due dei pezzi da 102/45 Mod. 1917 e di entrambi quelli da 76/40 e la loro sostituzione con 6 mitragliere Breda Mod. 1940 da 20/65 mm. Vennero inoltre imbarcati due scaricabombe per cariche di profondità.
Il 24 gennaio 1942 la Solferino scortò da Brindisi a Corfù la pirocisterna tedesca Thessalia, che il giorno dopo scortò da Corfù ad Argostoli. Il 30 gennaio la nave, insieme ad un'altra vetusta torpediniera, la Generale Carlo Montanari, scortò la Thessalia da Corfù a Patrasso. Durante la navigazione, alle 9.25 del 30 gennaio, il sommergibile britannico Thunderbolt attaccò il convoglio: alle 8.09 il sommergibile avvistò la Montanari, che procedeva con rotta nordovest verso il faro di Capo Dukato, ed alle 9.18, tornato a quota periscopica dopo una breve immersione a quota più profonda in conseguenza di un attacco aereo, avvistò, in posizione 38°35' N e 20°25' E (circa sette miglia ad est di Capo Dukato), tutte e tre le navi (la Thessalia al centro, la Solferino a dritta e la Montanari a sinistra), con rilevamento 343°, a 5900 metri di distanza e con rotta 160°. Alle 9.39 il Thunderbolt lanciò quattro (o tre) siluri contro la Thessalia, da meno di 2300 metri: la Solferino, tuttavia, che era a poco più di 900 metri dal sommergibile, avvistò due delle armi (che apparivano dirette contro di essa), contromanovrò prontamente, schivando i due siluri, e passò al contrattacco, eseguendo caccia antisommergibile: dapprima gettò due bombe di profondità la cui esplosione scosse violentemente il Thunderbolt. In seguito vennero lanciate altre 27 cariche di profondità, senza tuttavia arrecare gravi danni al Thunderbolt.
Il 3 febbraio l'unità, unitamente a Brindisi e Montanari, scortò i trasporti truppe Galilea, Piemonte e Viminale in navigazione da Patrasso a Bari con truppe che rimpatriavano. Il 25 febbraio la Solferino scortò la nave cisterna Utilitas da Valona a Bari.
Il 1º marzo Solferino e Zara scortarono i piroscafi Italia, Aventino e Città di Catania, carichi di truppe e rifornimenti, da Bari a Durazzo. Tre giorni più tardi la torpediniera e l'incrociatore ausiliario scortarono i tre stessi piroscafi di ritorno da Durazzo a Bari, con a bordo truppe che rimpatriavano. Il 6 marzo Solferino e Zara scortarono Donizetti e Città di Catania, con truppe e rifornimenti a bordo, da Bari a Durazzo. Tre giorni dopo le due unità scortarono da Durazzo a Bari i due stessi mercantili, carichi ora di truppe rimpatrianti.
L'11 marzo la Solferino, insieme all'incrociatore ausiliario Città di Genova ed ai cacciatorpediniere Euro e Sebenico, scortò da Bari a Patrasso i piroscafi Aventino, Francesco Crispi, Italia, Ivorea, Galilea e Piemonte e la motonave Viminale, che trasportavano truppe e rifornimenti. Il 24 marzo la torpediniera scortò da Bari a Valona la nave cisterna Dora C., e due giorni dopo, insieme al Barletta, fu di scorta alla pirocisterna Arca ed ai piroscafi Hermada, Lauretta e Pontinia in navigazione da Valona a Brindisi.
La Solferino viene citata nel bollettino di guerra n. 40 dell'11 marzo 1942: "Le torpediniere S. Martino e Solferino, comandate rispettivamente dai tenenti di vascello Angelo Pievatolo e Mirko Vedovato, hanno affondato ciascuna, in luoghi e giorni diversi, un sommergibile nemico.".
Il 2 aprile la nave, insieme alla gemella San Martino, scortò la nave cisterna Arca da Brindisi ad Argostoli e quindi a Patrasso. Il 19 aprile le due torpediniere scortarono da Patrasso a Navarino il piroscafo Tripoli, mentre i 25 del mese la Solferino fu di scorta al piroscafo Rosario in navigazione da Bari a Patrasso. Il Rosario s'incagliò tuttavia a Capo Papas, pur non andando perduto. Il 27 aprile la torpediniera, di nuovo insieme alla San Martino, scortò la nave cisterna Rondine ed il piroscafo Mameli da Patrasso a Prevesa. Il 1º maggio l'unità scortò il piroscafo tedesco Otto Leonhard da Taranto a Patrasso.
Il 5 giugno 1942 la Solferino fu di scorta all'incrociatore ausiliario Città di Palermo in navigazione da Brindisi a Corfù; quattro giorni dopo scortò i piroscafi Motia e Monstella da Bari a Patrasso, via Prevesa. Il 14 giugno la torpediniera scortò la nave cisterna Rondine ed il piroscafo Diocleziano da Patrasso a Taranto, mentre il 18 fu di scorta al piroscafo Valverde, da Taranto a Saseno.
Il 3 luglio l'unità scortò il piroscafo Valentino Coda da Patrasso a Brindisi, e tre giorni più tardi, insieme alla torpediniera Mosto, fu di scorta al trasporto militare Enrichetta, che rimorchiava dei dragamine. Il 28 agosto la Solferino scortò da Corinto al Pireo la nave cisterna Abruzzi.
Il 18 settembre la torpediniera scortò dal Pireo a Suda il piroscafo Ardenna, il rimorchiatore Vulcano e la nave cisterna tedesca Ossag. Tre giorni più tardi l'unità, insieme ad un cacciasommergibili tedesco, scortò sulla rotta opposta, da Suda al Pireo, la motonave Città di Alessandria ed i piroscafi Potestas e Tripoli.
Il 13 ottobre la Solferino scortò dal Pireo ad Candia, insieme alla Monzambano, le motonavi Città di Alessandria e Città di Savona ed il piroscafo Re Alessandro. Il giorno seguente il convoglio, con analoga scorta, tornò al Pireo. Il 16 ottobre le due torpediniere scortarono dal Pireo ad Iraklion l'Aventino ed il Re Alessandro, e l'indomani, insieme al Barletta, scortarono da Iraklion al Pireo gli stessi due piroscafi, cui si era aggiunta la Città di Alessandria. Il 21 ottobre Solferino e Monzambano scortarono da Salonicco al Pireo le navi cisterna Cerere e Dora C. ed il piroscafo Burgas, mentre quattro giorni più tardi la Solferino, insieme alla torpediniera Sirio ed al posamine ausiliario tedesco Bulgaria, scortò dal Pireo ad Iraklion un convoglio composto da Città di Alessandria, Città di Savona, Re Alessandro e Thessalia. Il 27 del mese Solferino e Sirio furono di scorta, sulla rotta da Iraklion al Pireo, ad Aventino e Re Alessandro. Il 31 ottobre il convoglio che la nave, insieme alle torpediniere Lira e Calatafimi, stava scortando, composto dalla nave cisterna Cerere e dai piroscafi Galiola ed Ardenna, venne infruttuosamente attaccato per due volte, alle 10.56 (con cinque siluri diretti contro la Cerere, in posizione 37°30' N e 24°03' E) ed alle 12.37, dal sommergibile britannico Taku, al largo di Capo Sounion.

Un'altra fotografia della Solferino.

Il 2 novembre la nave, unitamente alle torpediniere Calatafimi e Lira, scortò da Suda al Pireo i piroscafi Artemis Pitta, Ardenna e Pugliola e la nave cisterna Cerere. Tre giorni dopo la sola Solferino scortò sulla medesima rotta e direzione la nave cisterna Dora C.. Il 10 novembre, invece, la nave scortò dal Pireo a Suda, insieme ad un cacciasommergibili tedesco, i piroscafi Fouger e Pier Luigi. Il giorno seguente la Solferino ed il Sebenico scortarono da Brindisi a Patrasso i piroscafi Alba Julia, Mameli e Polcevera (quest'ultimo proseguì per il Mar Egeo), mentre il 13 novembre la Solferino ed un cacciasommergibili della Kriegsmarine scortarono dal Pireo ad Iraklion il piroscafo Pugliola e la nave cisterna Adriana. Il 26 novembre Solferino e Monzambano scortarono da Suda al Pireo i piroscafi Fouger, Vesta e Pier Luigi, mentre il 29 Solferino e Calatafimi furono di scorta a Città di Savona, Città di Alessandria, Re Alessandro ed Ardenna, in navigazione dal Pireo ad Iraklion. Il 1º dicembre le due torpediniere furono nuovamente di scorta ai quattro mercantili, durante il rientro da Iraklion al Pireo.
Il 2 dicembre la Solferino scortò dal Pireo a Salonicco i piroscafi Pugliola e Fouger e la cisterna militare Stige, e tre giorni dopo tornò da Salonicco al Pireo di scorta alla nave cisterna Alfredo. Il 18 dicembre la torpediniera, unitamente all'Euro, fu di scorta al piroscafo F. Brunner ed alla vecchia nave cisterna Celeno, sulla rotta Pireo-Salonicco. La vigilia di Natale la Solferino scortò da Salonicco al Pireo, insieme al cacciatorpediniere tedesco Hermes, la Celeno ed il piroscafo Bulgaria.

#### 1943
La prima missione di scorta del 1943, per la Solferino, ebbe inizio il 5 gennaio, quando la torpediniera, insieme alla Calatafimi ed all'Hermes, dovette scortare dal Pireo a Suda la Città di Alessandria, la Città di Savona ed il piroscafo Santa Fè. Il 23 gennaio la Solferino scortò da Salonicco a Suda il Pier Luigi, mentre il 30 del mese fu di scorta alla Città di Alessandria da Suda al Pireo.
Il 3 febbraio la Solferino, la Calatafimi ed i cacciatorpediniere Euro e Turbine scortarono dal Pireo a Rodi la motonave Donizetti ed i piroscafi Ardenna ed Argentina. Tre giorni dopo il convoglio, con identica scorta, fece ritorno da Rodi al Pireo. Il 21 febbraio i tre mercantili furono nuovamente inviati dal Pireo a Rodi, con tre delle quattro navi della precedente scorta (tranne l'Euro). Il convoglio fece ritorno al Pireo il 28 febbraio.
Il 16 marzo la torpediniera, insieme all'Hermes ed al posamine ausiliario tedesco Drache, scortò dal Pireo ad Iraklion Città di Savona, Città di Alessandria, Donizetti ed Ardenna. Dieci giorni più tardi la Solferino e l'Euro scortarono gli stessi quattro mercantili dal Pireo a Rodi; convoglio e scorta tornarono poi al Pireo il 27 marzo. Il 31 marzo la Solferino e la torpediniera Castelfidardo furono di scorta a Città di Alessandria e Città di Savona, in navigazione dal Pireo a Suda.
Il 1º aprile 1943 Solferino e Castelfidardo lasciarono Iraklion per Rodi, scortando il piroscafo Sinfra. Il 7 aprile Solferino, Euro e Turbine scortarono la Donizetti ed il Re Alessandro dal Pireo a Lero e quindi a Rodi. Il 29 aprile l'unità scortò da Salonicco al Pireo il piroscafo Pugliola.
Il 9 maggio Solferino, Castelfidardo e Barletta scortarono la motonave Donizetti, il piroscafo Re Alessandro e la nave cisterna Elli dal Pireo a Rodi, da dove ripartirono per il Pireo due giorni dopo, con l'aggiunta del Turbine a rinforzo della scorta. Il 15 maggio la torpediniera scortò il Re Alessandro dal Pireo ad Iraklion.
Il 4 giugno la Solferino e due cacciasommergibili tedeschi salparono da Salonicco per il Pireo, scortando il Sinfra e la nave cisterna Petrakis Nomikos. Quattro giorni più tardi la Solferino, l'Euro e due cacciasommergibili germanici scortarono dal Pireo a Rodi la Donizetti e la nave cisterna Helli. Il 14 del mese la torpediniera, insieme al cacciatorpediniere Francesco Crispi, fu di scorta al Sinfra da Rodi a Salonicco, mentre il 26 la sola Solferino scortò la nave cisterna Firus dai Dardanelli al Pireo. Il 29 giugno l'unità, insieme al Barletta, lasciò il Pireo e scortò l'Helli a Salonicco.
Il 4 luglio 1943 Solferino e Barletta scortarono da Salonicco al Pireo il piroscafo Elsa, mentre tre giorni dopo la Solferino e la Calatafimi furono di scorta ad Ardenna e Re Alessandro da Iraklion al Pireo. L'11 luglio le due torpediniere, insieme al Crispi, scortarono dal Pireo a Rodi i piroscafi Hermada, Ginetto, Ezilda Croce, Dubac e Goggiam. Il 15 le tre navi scortarono dal Pireo a Salonicco, via Lero, il Sinfra, mentre il 18 la Solferino e la Calatafimi scortarono il Re Alessandro dal Pireo a Mudros, e l'indomani da Mudros a Salonicco, facendo ritorno a Mudros il giorno seguente. Il 23 luglio le due torpediniere scortarono lo stesso piroscafo da Mudros a Rodi. Il 28 la Solferino e l'Euro scortarono il Re Alessandro da Salonicco a Rodi, e due giorni dopo da Rodi al Pireo.
Il 5 agosto Solferino, Crispi e Calatafimi lasciarono il Pireo alla volta di Rodi, scortando Donizetti ed Ardenna, che tre giorni dopo le stesse navi scortarono sulla rotta di ritorno da Rodi al Pireo. Il 12 agosto la torpediniera fu di scorta alla nave cisterna Cerere da Sira a Lero, mentre il 24, insieme alla nave scorta ausiliaria Morruha, scortò la Cerere da Lero al Pireo. Il 28 agosto la Solferino, la Calatafimi e due cacciasommergibili tedeschi scortarono dai Dardanelli al Pireo la pirocisterna Celeno.
L'ultima missione di scorta della Solferino ebbe luogo il 4 settembre 1943, quando la torpediniera scortò dal Pireo a Suda, con tappe a Milo e Scarpanto, la motonave Donizetti.
In tutto, dal giugno 1940 al settembre 1943, la Solferino percorse circa 67.000 miglia nautiche, svolgendo quasi 200 missioni di scorta.

#### La cattura da parte tedesca e la fine

La Solferino ed il cacciatorpediniere Francesco Crispi a Suda poco dopo la cattura da parte delle forze tedesche.

La proclamazione dell'armistizio sorprese la Solferino a Suda, insieme alla Castelfidardo. Quando furono raggiunte dalla notizia, la sera dell'8 settembre, le due torpediniere si vennero a ritrovare bloccate entro le ostruzioni chiuse, senza possibilità di fuga, e furono poste sotto osservazione da parte dei tedeschi, che le illuminavano con i proiettori: i comandanti delle due unità decisero infine di arrendersi. La Solferino venne quindi catturata dai tedeschi il 9 settembre 1943.
Gli equipaggi della Solferino e della Castelfidardo, sbarcati dalle rispettive unità e posti sotto sorveglianza armata tedesca, vennero avviati ai campi di prigionia in Germania (alcuni uomini riuscirono tuttavia, prima del trasferimento, a nascondersi o fuggire unendosi ai partigiani greci). Trasferiti sulla terraferma con un piroscafo sovraccarico e poi caricati su camion e treni con l'assicurazione di essere rimpatriati in Italia, gli equipaggi delle torpediniere vennero trasportati attraverso Grecia, Bulgaria (dove altri uomini si diedero alla macchia), Romania, Ungheria ed Austria, giungendo infine nel campo di Bad di Sulsa, in Germania. Posta di fronte alla scelta di arruolarsi nella Wehrmacht, restare in campo di concentramento o lavorare nelle fabbriche, la maggior parte del personale scelse la terza opzione. Dopo diversi mesi lo status dei prigionieri venne mutato in quello di lavoranti civili. Alcuni dei prigionieri morirono di stenti od in conseguenza di attacchi aerei. Gli equipaggi delle due unità rimasero in Germania sino alla liberazione da parte delle truppe statunitensi, nel 1945.
Incorporata nella Kriegsmarine, la torpediniera fu denominata TA 18, venendo inizialmente cannibalizzata per ottenere parti di ricambio, ma in seguito si decise di rimetterla in efficienza: la torpediniera entrò in servizio il 25 luglio 1944 e venne adibita allo stesso compito che svolgeva sotto bandiera italiana, cioè le scorte nell'Egeo, in seno alla 9ª Divisione Torpediniere.
Dopo i lavori di adattamento per entrare in servizio nella Kriegsmarine, il dislocamento standard aumentò a 925 tonnellate, mentre il pescaggio fu ridotto a 2,39 metri. Fu imbarcato un radar Fu.Mo.28. Causa l'usura, la velocità massima effettiva era ridotta a circa 25 nodi, e l'autonomia a 600 miglia a 20 nodi. Sul finire del 1943 vennero sbarcati i quattro tubi lanciasiluri da 450 mm, sostituiti da due da 533 mm, e furono aggiunte altre quattro mitragliere da 20/65 mm.
Il 4 ottobre 1944, alle 15.23, la torpediniera venne attaccata con quattro siluri, 6 miglia a sud di Capo Cassandra (Penisola Cassandra), dal sommergibile britannico Untiring, ma nessuna delle armi raggiunge il bersaglio. Dopo l'evacuazione del Pireo da parte delle forze tedesche, nel corso dello stesso mese, e la perdita delle torpediniere TA 38 (ex italiana Spada) e TA 39 (ex italiana Daga), la TA 18 rimase la più grande nave tedesca nel porto greco.
La sera del 19 ottobre 1944 la TA 18, al comando del tenente di vascello Günther Werner Schmidt, entrò nel golfo di Salonicco, ma a sud di Volos la torpediniera venne individuata ed attaccata dai cacciatorpediniere britannici Termagant e Tuscan. Il tiro delle due unità britanniche fu efficiente e preciso, e dopo un breve combattimento la TA 18, pesantemente danneggiata, si portò all'incaglio sulla costa di Volos per evitare l'affondamento. Il Termagant ed il Tuscan, tuttavia, continuarono a fare fuoco sul relitto incagliato, sino a distruggerlo, alle 23.40 (per altre fonti la TA 18, dopo lo scontro, affondò nel punto 37°45' N e 26°59' E). La maggior parte dei sopravvissuti della TA 18, tra cui il comandante Schmidt, vennero uccisi oppure catturati e fucilati dai partigiani greci, che avevano attaccato e catturato il relitto della nave dopo l'incaglio.